# 矢島健一
矢島 健一（やじま けんいち、1956年〈昭和31年〉3月1日 - ）は、日本の俳優。岐阜県出身。血液型はO型。岐阜県立長良高等学校、明治学院大学卒業。パパドゥ所属。遊川和彦、堤幸彦作品の常連。

## 出演

### テレビドラマ

#### NHK
- 連続テレビ小説
  - ロマンス（1984年）
  - はね駒（1986年） - 浦野欽三 役
  - 春よ、来い（1994年） - 水沢信吾 役
  - おひさま（2011年） - 萩原校長 役
  - 純と愛（2012 - 2013年） - 米田政国 役
  - 半分、青い。（2018年） - 斑目賢治 役
  - まんぷく（2018 - 2019年） - 矢野亮次 役
  - 虎に翼（2024年） - 山本鉱作 役
- 銀河テレビ小説
  - 悲しみだけが夢をみる（1988年） - 中村哲夫 役
- 大河ドラマ
  - 春日局（1989年） - 福島正則 役
  - 八代将軍吉宗（1995年） - 浅野吉長 役
  - 徳川慶喜 （1998年） - 酒井忠義 役
  - 新選組!（2004年） - 広沢富次郎 役
  - 功名が辻（2006年） - 直江山城守 役
  - 篤姫（2008年） - 松平春嶽 役
  - 平清盛（2012年） - 藤原教長 役
  - おんな城主 直虎（2017年） - 関口氏経 役
  - どうする家康（2023年） - 吉良義昭 役
- 腕におぼえあり（1992年） - 小野九郎衛門 役
- 藏（1995年）
- 戦国武士の有給休暇（1996年） - 塚田弁之丞 役
- 菜の花の沖（2000年） - 高橋三平 役
- 真夜中は別の顔（2002年） - 猿渡修一 役
- 名探偵赤冨士鷹（2005年） - 坂井刑事 役
- ハルとナツ 届かなかった手紙（2005年） - 大田秘書 役
- 氷壁（2005年） - 松本照彦 役
- ハゲタカ（2007年） - 日下部進 役
- 再生の町（2009年） - 光野一志 役
- 鉄の骨（2010年） - 吉川良哉 役
- クラシックミステリー 名曲探偵アマデウス（2009年） - 大保志摩須 役
- ROMES/空港防御システム（2009年） - 貝田公彦 役
- 隠密秘帖（2011年） - 沢井六兵衛 役
- 坂の上の雲（2011年） - 有坂成章 役
- 蝶々さん（2011年） - 郷田半兵衛 役
- 薄桜記（2012年） - 小林平八郎 役
- あさきゆめみし 〜八百屋お七異聞（2013年） - 与力・中倉頼母 役
- 七つの会議（2013年） - 河上省造 役
- ハードナッツ!（2013年） - 青山雅弘 役
- おふこうさん（2014年） - 千倉善幸 役
- 一路（2015年） - 堀江与三郎 役
- 経世済民の男（2015年） - 平賀敏 役
- スニッファー ウクライナの私立探偵（2016年） - 新藤正臣 役
- 令和元年版 怪談牡丹燈籠（2019年） - 藤村屋新兵衛 役
- 風の市兵衛 SP（2020年） - 筧帯刀 役
- 天使にリクエストを〜人生最後の願い〜（2020年） - 川端武彦 役
- 白い濁流（2021年） - 山本英明 役
- わげもん〜長崎通訳異聞〜（2022年） - 杉原尚蔵 役[3]
- プリズム（2022年） - 森下朔治 役
- ガラパゴス（2023年） - 小島孝夫 役

#### 日本テレビ
- 時空警察（2003年） - 柳沢吉保 役
- anego[アネゴ] 最終話（2005年） - 面接官 役
- 金田一少年の事件簿（2005年） - 安池薫 役
- 女王の教室（2005年） - 宮内雅臣 役
- 演歌の女王（2007年） - 田丸ヒトシの兄
- らんぼう（2007年） - 松山宗政 役
- 東京大空襲（2008年） - 山口 役
- RESET（2009年） - 三上光一 役
- 黄金の豚-会計検査庁 特別調査課-（2010年） - 池之端友一 役
- 怪物（2013年） - 杉浦充博 役
- トクボウ 朝倉草平（2014年） - 松山ひろし 役
- 永遠のぼくら sea side blue（2015年） - 松岡英太 役
- 3年A組-今から皆さんは、人質です-（2019年） - 相楽孝彦 役
- 同期のサクラ（2019年） - 木島康秀 役
- レッドアイズ 監視捜査班（2021年） - 奥州寛治 役
- 家庭教師のトラコ（2022年） - 上原利明 役[4]
- 夫婦が壊れるとき（2023年） - 佐倉徹郎 役[5]
- 火曜サスペンス劇場
  - 「盲人探偵・松永礼太郎10」（1998年） - 岡島邦彦 役
  - 「警部補 佃次郎15」（2002年） - 土屋啓吾 役

#### TBS
- 想い出づくり。（1981年） - 岡崎勇 役
- ポーラテレビ小説
  - 「女・かけこみ寺」（1982年） - 進吉
- Wの悲劇（1983年） - 和辻卓夫 役
- 青が散る（1983年） - 結城宏 役
- 水曜ドラマスペシャル 恋人たちのいた場所（1986年3月26日） - 宮本善男 役
- 橋田壽賀子ドラマ おんなは一生懸命（1987年） - 南マネージャー 役
- ああわが家（1989年）
- 渡る世間は鬼ばかり（1990年） - 借金取り・成田
- ADブギ（1991年）
- 人生は上々だ（1995年）
- 竜馬がゆく（1997年） - 信夫左馬之介 役
- PU-PU-PU-（1997年） - 神尾隆司 役
- ケイゾク（1999年） - 林田誠一 役
- 魔女の条件（1999年）
- 恋がしたい恋がしたい恋がしたい（2001年） - 黄田雪夫 役
- ハンドク!!!（2001年） - 浪越秀丸 役
- ネバーランド（2001年） - 瀬戸努 役
- 笑顔の法則 living today for tomorrow（2003年） - 鈴木俊彦 役
- ケータイ刑事 銭形泪（2004年） - 荒畑任五郎 役
- 逃亡者 RUNAWAY（2004年） - 狭山刑事 役
- 恋する日曜日セカンドシリーズ（2005年） - 川村友春 役
- ブラザー☆ビート（2005年） - 相沢みゆきの父 役
- 夜王〜YAOH〜（2006年） - 佐々木篤 役
- 三日遅れのハッピーニューイヤー!（2007年） - 小笠原次郎 役
- 華麗なる一族（2007年） - 和島新一 役
- RESCUE〜特別高度救助隊（2009年） - 本間雄彦 役
- 官僚たちの夏（2009年） - 桜塚治 役
- ハンマーセッション!（2010年） - 甲斐卓 役
- ランナウェイ〜愛する君のために（2011年） - 宮根理事官 役に
- 運命の人（2012年） - 正木道夫 役
- 家族八景 Nanase,Telepathy Girl's Ballad（2012年） - 竹村天州 役
- 隠蔽捜査（2014年） - 坂上栄太郎 役
- ハロー張りネズミ（2017年） - 片桐所長 役
- Heaven?（2019年） - 海老岡秀志 役
- MIU404（2020年） - 九重篤人 役
- Get Ready!（2023年） - 佐倉亮一 役[6]
- トリリオンゲーム（2023年） - 鉱社長 役
- 笑うマトリョーシカ（2024年） - 諸橋育夫 役
- 月曜ミステリー劇場
  - 「タイムリミット」（2003年） - 石川秘書 役
  - 「ざこ検事 潮貞志の事件簿2」（2004年） - 関本検事 役
  - 「カードGメン・小早川茜7」（2004年） - 本宮俊樹 役
  - 「財務捜査官 雨宮瑠璃子2」（2005年） - 塚原昭夫 役
- 月曜ゴールデン
  - 「追跡〜失踪人捜査官・石森新次郎」（2008年） - 有田卓 役
  - 「新・示談交渉人 裏ファイル」（2011年 - ） - よつば保険 損害調査部部長 岩城邦彦 役
  - 「刑事シュート しゅうと&ムコの事件日誌5」（2015年） - 坂下洋一 役
- 月曜名作劇場
  - 「横山秀夫サスペンス 刑事の勲章」（2016年） - 新堂隆義 役
  - 「税務調査官・窓際太郎の事件簿34」（2018年） - 緑川弘樹 役

#### フジテレビ
- 沙粧妙子-最後の事件-（1995年） - 小橋警部補 役
- バージンロード（1997年） - 野々村医師 役
- ショムニ（1998年）
- セミダブル（1999年）
- 涙をふいて（2000年） - 高橋マネージャー 役
- 救命病棟24時（2001年） - 大串医師 役
- カバチタレ!（2001年）
- ラブ・レボリューション（2001年） - 竹内医師 役
- ウエディングプランナー SWEETデリバリー（2002年） - 麻生英司 役
- 薔薇の十字架（2002年） - 小西プロデューサー 役
- ビッグマネー!〜浮世の沙汰は株しだい〜（2002年） - 田岡学 役
- 初体験（2002年） - 喫茶店「胡桃」のマスター 役
- ダブルスコア（2002年） - 鈴木刑事 役
- 顔（2003年） - 亀田賢 役
- 愛し君へ（2004年） - 小笠原行彦 役
- WATER BOYS2（2004年） - 水嶋泳太郎 役
- 劇団演技者。（2004年） - 借金取り・田嶋
- 1リットルの涙（2005年） - 岡崎誠 役
- 1242kHz こちらニッポン放送（2005年） - 轟三郎 役
- 古畑任三郎ファイナル（2006年） - 川崎マネージャー 役
- Ns'あおい（2006年） - 佐川医師 役
- トップキャスター（2006年） - 角高孝男 役
- わたしたちの教科書（2007年）
- 明智光秀〜神に愛されなかった男〜（2007年） - 滝川一益 役
- ライフ（2007年） - 岩城正志 役
- はだしのゲン（2007年）
- スワンの馬鹿! 〜こづかい3万円の恋〜（2007年） - 高宮昌則 役
- ロス:タイム:ライフ（2008年）
- CHANGE（2008年） - 西誠二 役
- イノセント・ラヴ（2008年） - 宮川店長 役
- 黒部の太陽（2009年） - 橋本幸吉 役
- 不毛地帯（2010年） - 山下建良 役
- 素直になれなくて（2010年） - 山本智彦 役
- 絶対零度〜未解決事件特命捜査〜（2010年） - 古賀康之 役
- 神戸新聞の7日間（2010年） - 則本修美 役
- ひとりじゃない（2011年） - 辺見英明 役
- プロポーズ兄弟〜生まれ順別 男が結婚する方法〜（2011年） - 佐々木綾の父 役
- 霧に棲む悪魔（2011年） - 宮下時彦 役
- ハングリー!（2012年） - 桃子の父 役
- 鴨、京都へ行く。-老舗旅館の女将日記- 第10話（2013年6月11日） - キュイジーヌ・マツバラ社長 松原祐一郎 役
- 松本清張スペシャル・顔（2013年10月3日） - 映画プロデューサー 岸本靖男 役
- SUMMER NUDE 第1話（2013年7月8日） - 結婚式の司会者(店長)
- 探偵の探偵（2015年） - 紗崎克典 役
- 恋仲（2015年）
- イチケイのカラス 第7話 第10話（2021年） - 中森雅和(次長検事) 役
- モンスター 最終話（2024年12月23日、関西テレビ） - 来栖悟志 役[7]
- 金曜エンタテイメント
  - 「えなりかずきの少年探偵 事件でござる3」（2003年10月3日） - 浪越拓浪(刑事) 役
  - 「ハマの静香は事件がお好き3」（2005年3月18日） - 元町ダイニング社長 蒲生和義 役
- 金曜プレステージ
  - 「内田康夫旅情サスペンス岡部警部シリーズ 第2作「多摩湖畔殺人事件」」（2007年8月31日） - 伊藤
  - 「鬼刑事 米田耕作」（2012年 - ） - 警視庁捜査一課長 久保康弘 役
  - 「医療捜査官 財前一二三5」（2014年） - 北野物流社長 北野一尋 役

#### テレビ朝日
- はぐれ刑事純情派（1992年） - 関一也 役
- 恋愛詐欺師（1999年） - 工藤晃一 役
- ベストフレンド（1999年） - 進藤慎也 役
- アナザヘヴン（2000年） - 峰村順一 役
- 相棒
  - season1 第1話「警視総監室にダイナマイト男が乱入！刑事が人質に!? 犯罪の影に女あり…」（2002年10月9日） - 三木英輔 役
  - season16 第17話「騙し討ち」（2018年2月21日） - 梶健介 役
- トリック Season3（2003年） - 鬼頭理三 役
- はみだし刑事情熱系 Season8（2004年） - 安達敬 役
- スカイハイ（2005年） - 伊藤啓二 役
- 富豪刑事（2005年） - 本間英次 役
- 半落ち（2007年） - 加賀美康博 役
- パズル（2008年） - 長谷川春夫 役
- ゴンゾウ 伝説の刑事（2008年） - 氏家隆 役
- 松本清張生誕100年特別企画 疑惑（2009年） - 酒井部長 役
- 名探偵の掟（2009年） - 馬本正哉 役
- 刑事一代 平塚八兵衛の昭和事件史（2009年） - 平田茂光 役
- 宿命 1969-2010 -ワンス・アポン・ア・タイム・イン・東京-（2010年） - 国枝芳史 役
- 警視庁継続捜査班（2010年） - 福角恒男 役
- ナサケの女〜国税局査察官〜（2010年） - 藤野常務 役
- ジウ 警視庁特殊犯捜査係（2011年） - 西脇吾郎 役
- DOCTORS〜最強の名医〜（2011年） - 北島忠之 役
- 遺留捜査（2012年） - 高山和彦 役
- 捜査地図の女（2012年） - 藤野猛 役
- 警視庁捜査一課9係（2013年） - 真山慎一 役
- TEAM -警視庁特別犯罪捜査本部-（2014年） - 田村裕司 役
- 科捜研の女（2015年） - 剣持史也 役
- 刑事7人
  - Season1（2015年） - 岡本正義 役
  - Season5（2019年） - 高岡学 役
- スペシャリスト（2016年） - 山辺和幸 役
- 検事の本懐（2016年） - 近田慶彦 役
- 就活家族〜きっと、うまくいく〜（2017年） - 原口亨 役
- ドクターX〜外科医・大門未知子〜（2017年） - 雉沢真之介 役
- dele（2018年） - 松井重治 役
- リーガルV〜元弁護士・小鳥遊翔子〜（2018年） - 片山虎雄 役
- 白い巨塔（2019年） - 河野正徳 役
- 特捜9 season3 第2話（2020年） - 牧村祐二 役
- 必殺仕事人2020（2020年） - 銀兵衛 役
- 先生を消す方程式。（2020年） - 藤原正和 役
- 当確師（2020年） - 和田副市長 役
- マルス-ゼロの革命- 第7話（2024年3月5日） - 蒲生知真 役
- 万博の太陽（2024年） - 霧島部長 役
- 土曜ワイド劇場
  - 「西村京太郎トラベルミステリー39」（2003年） - 三井広志 役
  - 「牟田刑事官VS終着駅の牛尾刑事そして事件記者冴子3」（2003年） - 安部常夫 役
  - 「おかしな刑事」（2003年 - ） - 上野忠明 役
  - 「鉄道捜査官3」（2003年） - 多田雄一 役
  - 「変装捜査官・麻生ゆき2」（2005年） - 鷲尾久人 役
  - 「検事・朝日奈耀子3」（2005年） - 西川裕一 役
  - 「交渉人 (小説)」（2005年） - 金本参事官 役
  - 「タクシードライバーの推理日誌22」（2006年） - 渡辺研一 役
  - 「終着駅シリーズ21」（2007年） - 海原隆章 役
  - 「刑事殺し3」（2009年） - 横山徹 役
  - 「刑事の妻〜デカツマ〜2」（2009年） - 佐久間署長 役
  - 「弁護士・森江春策の事件3」（2011年） - 長谷川実 役
  - 「終着駅の牛尾刑事VS事件記者・冴子13」（2013年） - 中屋繁 役
- 日曜プライム
  - 「復讐捜査〜警察犬と刑事の殺人追跡行〜」（2018年） - 中尾誠二 役
  - 「西村京太郎トラベルミステリー71」（2020年） - 百瀬敏郎 役

#### テレビ東京
- 月曜・女のサスペンス「九州航路の謎 -川崎〜宮崎 豪華客船血塗られたデッキ-」（1988年） - 立花耕太郎 役
- 女系家族（1994年）
- 松本清張 強き蟻（2014年） - 川瀬卓郎 役
- 警視庁ゼロ係〜生活安全課なんでも相談室〜（2017年） - 細谷誠一 役
- この女に賭けろ（2019年） - 佐藤大介 役
- 女と愛とミステリー
  - 「パートタイム探偵2」（2004年） - 鳥谷圭一 役
- 水曜ミステリー9
  - 「篝警部補の事件簿3」（2005年） - 杉本光太郎 役
  - 「新米事件記者・三咲」（2005年） - 蒲生田航紀 役
  - 「永遠の時効」（2014年） - 田畑昭信 役
  - 「決断」（2015年） - 塚本信三 役
  - 「邪魔〜主婦が堕ちた破滅の道」（2015年） - 工藤和正 役
  - 「嫌われ監察官 音無一六〜警察内部調査の鬼〜3」（2016年） - 飯塚久雄 役
- Aではない君と（2018年） - 森田

#### WOWOW
- 宿命（2004年） - 須貝正清 役
- 黒い春（2007年） - 園部仁志 役
- 震度0（2007年） - 堀川公雄 役
- 誘拐（2009年8月2日）
- 隠蔽指令（2009年） - 椎名隆 役
- なぜ君は絶望と闘えたのか（2010年） - 春日幹夫 役
- マークスの山（2010年） - 松井浩司 役
- パンドラIII・革命前夜（2011年）
- 分身（2012年） - 藤村昭二郎 役
- 鍵のない夢を見る（2013年） - 坂下元一 役
- LINK（2013年） - 杉山謙介 役
- トクソウ（2014年） - 山下富士夫 役
- 罪人の嘘（2014年） - 田島信弘 役
- 株価暴落（2014年） - 川嶋雄一 役
- しんがり 山一證券 最後の聖戦（2015年） - 中西幹郎 役
- カッコウの卵は誰のもの（2016年） - 小谷靖弘 役
- 石つぶて〜外務省機密費を暴いた捜査二課の男たち〜（2017年） - 国友尚徳 役
- 北斗 -ある殺人者の回心-（2017年） - 生田友親 役
- トッカイ バブルの怪人を追いつめた男たち（2021年） - 岩永寿志 役
- I, KILL（2025年） - 柳生宗矩 役[8]

### 配信ドラマ
- ゲトレ夕暮れ大暴れ 第2話（2023年1月15日、Paravi） - 佐倉亮一 役

### Vシネマ
- タフ TUFF Ⅰ-誕生篇（1990年）
  - タフ TUFF Ⅱ-復讐篇（1991年）
  - タフ TUFF Ⅲ-ビジネス殺戮篇（1991年）
  - タフ TUFF Ⅳ-血の収穫篇（1991年）
  - タフ TUFF Ⅴ-殺しのアンソロジー（1992年）
- XX（ダブルエックス） しなやかな美獣（1997年）

### 映画
- ソナチネ（1993年） - 高橋 役
- 武闘派仁義 全面抗争篇（1993年） - イナムラ(殺し屋) 役
- KAMIKAZE TAXI（1995年） - 石田 役
- HANA-BI（1998年） - 美幸の担当医 役
- 金融腐食列島（1999年） - 石井卓也 役
- 地雷を踏んだらサヨウナラ（1999年）
- ケイゾク/映画 Beautiful Dreamer（2000年） - 林田誠一 役
- 千里眼シリーズ（2000年） - 新村雄一 役
- 狗神　（2001年） - 坊之宮道夫 役
- 陰陽師（2001年） - 藤原師輔 役
- 突入せよ! あさま山荘事件（2002年） - 大久保隊長 役
- レディ・ジョーカー（2004年） - 神崎秀嗣 役
- 下弦の月〜ラスト・クォーター（2004年） - 上條さやかの父 役
- 交渉人 真下正義（2005年） - 菅野警備部長 役
- 容疑者 室井慎次（2005年） - 菅野警備部長 役
- 東京フレンズ（2005年） - 北原 役
- 蟬しぐれ（2005年） - 相羽惣六 役
- 探偵事務所5（2005年） - 鍵屋の錠 役
- 亡国のイージス（2005年） - 阿久津徹男 役
- 自由戀愛（2005年） - 谷崎先生 役
- 燃ゆるとき（2006年） - 河本明 役
- THE 有頂天ホテル（2006年） - 荒井委員長 役
- 県庁の星（2006年） - 北村康男 役
- 日本沈没（2006年） - 外務大臣 役
- ストロベリーショートケイクス（2006年） - 大崎編集長 役
- 長州ファイブ（2006年） - 周布政之助 役
- それでもボクはやってない（2007年）
- 伝染歌（2007年） - 寄居直弼（校長） 役
- 犬と私の10の約束（2008年） - 坂本外科部長 役
- クライマーズ・ハイ（2008年） - 守屋政志 役
- 百万円と苦虫女（2008年） - 佐藤鈴子の父 役
- 蟹工船（2009年） - 役員 役
- 沈まぬ太陽（2009年） - 青山竹太郎 役
- 笑う警官（2009年） - 浅野貴彦 役
- 孤高のメス（2010年） - 村上三郎 役
- 必死剣 鳥刺し（2010年） - 矢部孫千代 役
- ロストクライム -閃光-（2010年） - 藤原孝彦 役
- DOG×POLICE 純白の絆（2011年） - 村岡総一郎 役
- はやぶさ 遥かなる帰還 （2012年）
- BRAVE HEARTS 海猿 （2012年） - 伊勢原幸二 役
- 天地明察（2012年） - 堀田正俊 役
- 悪の教典（2012年） - 下鶴刑事 役
- 相棒シリーズ X DAY（2013年） - 九条弘毅 役
- 探偵はBARにいる2 ススキノ大交差点（2013年） - 野球男 役
- 神様のカルテ2（2014年） - 金山弁次（事務長） 役
- 土竜の唄（2014年） - 愛光修 役
- オー!ファーザー（2014年） - 司会者 役
- 蜩ノ記（2014年） - 矢野郡奉行 役
- 龍三と七人の子分たち（2015年） - 北条（京浜連合） 役
- 映画 ビリギャル（2015年） - 校長（高校） 役
- 日本のいちばん長い日（2015年、東宝） - 木戸幸一 役
- シン・ゴジラ（2016年） - 柳原邦彦（国土交通大臣） 役[9][2]
- 海賊と呼ばれた男（2016年） - 大崎 役
- 22年目の告白 -私が殺人犯です-（2017年） - 若松義生 役
- マンハント（〈中国〉監督：ジョン・ウー、2017年、日本では2018年） - 堂塔 役
- 孤狼の血（2018年） - 友竹啓二 役
- 検察側の罪人（2018年） - 高島進 役
- 空飛ぶタイヤ（2018年） - 真鍋敏彰 役
- Fukushima 50（2020年） - 原子力安全・保安院 院長 役
- 孤狼の血 LEVEL2（2021年） - 友竹啓二 役
- 峠 最後のサムライ（2022年） - 松平定敬 役[10]
- アキラとあきら（2022年） - 難波秀行 役[11]
- 線は、僕を描く (2022年） - 国枝豊 役[12]
- 首（2023年） - 本多忠勝 役
- ゴールド・ボーイ（2024年、東京テアトル / チームジョイ） - 東啓治 役
- 室町無頼（2025年） - 伊勢貞親 役[13]
- 雪の花 -ともに在りて-（2025年）[14]

### 吹き替え
- フルメタル・ジャケット

### バラエティ
- ザ・ノンフィクション（フジテレビ） - ナレーション
- 緊急生放送!山田孝之の元気を送るテレビ（テレビ東京） - ナレーション

### ラジオ
- ASAHI BEER TASTY MUSIC TIME（エフエム東京）

### PV
- 桜の木になろう - 松井珠理奈の父

### CM
- 富士ゼロックス Apeos（2005年）
- アデランス（2010年）
- 日本たばこ産業「想いあう、ときのそばに。父と息子篇」（2014年）